# Пульчинелла

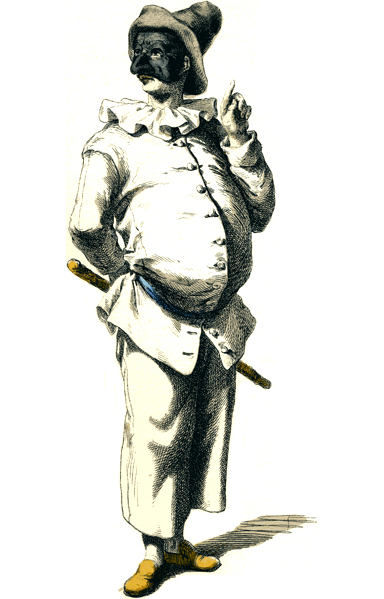
Костюм Пульчинеллы в 1700 году, рисунок Мориса Санда, 1860.

Пульчине́лла (итал. Pulcinella, фр. Polichinelle) — персонаж итальянской комедии дель арте. Представляет южный (или неаполитанский) квартет масок наряду с Тартальей, Скарамучча и Ковьелло.

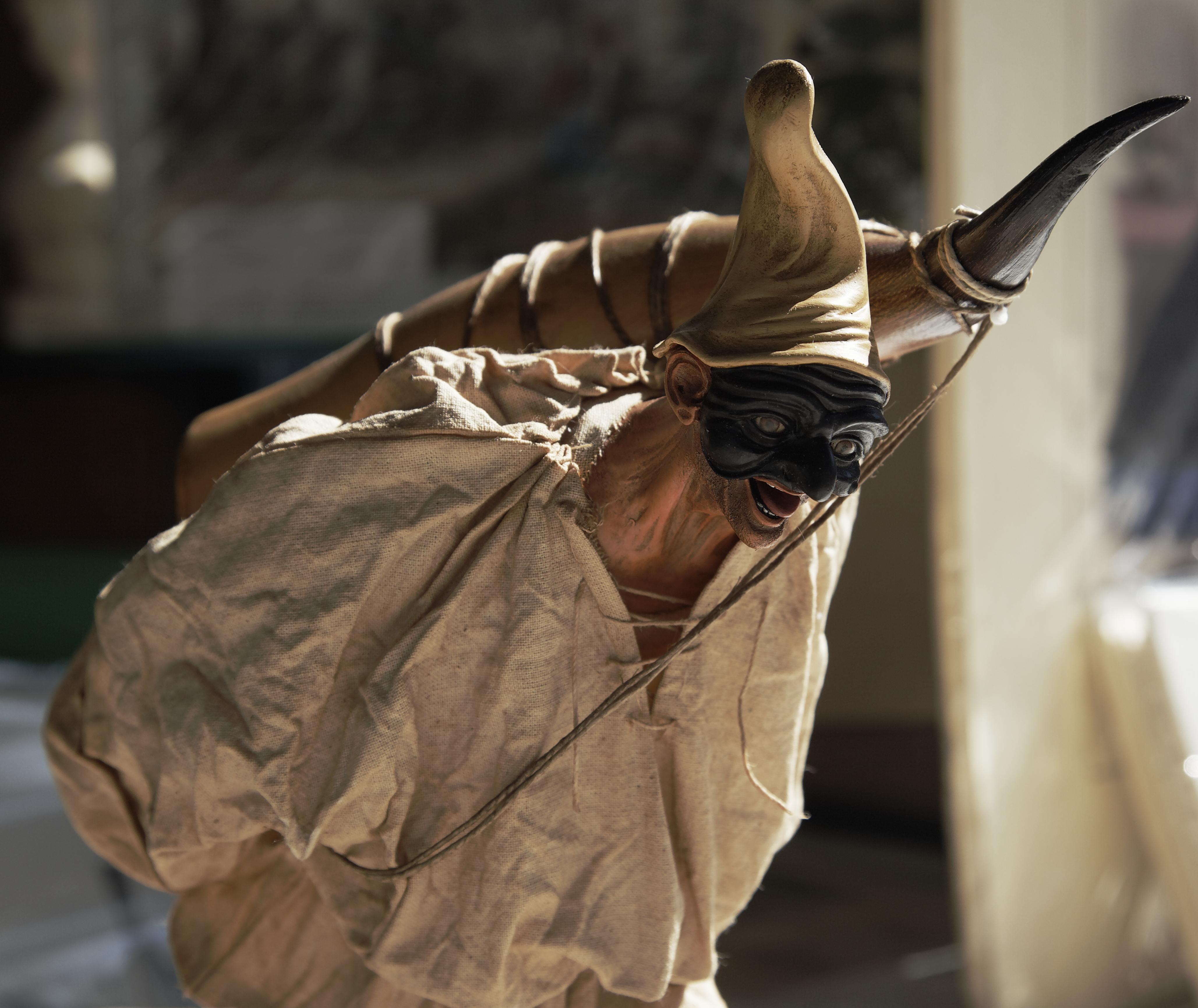
Пульчинелла, персонаж современного театра Неаполя

## Происхождение персонажа
В буквальном переводе с итальянского языка pulcino означает «цыплёнок, которому один день отроду», и связь Пульчинеллы с птицей отражается даже в его внешнем виде: его нос похож на клюв.
Маска Пульчинеллы зародилась в Неаполе в последнее десятилетие XVI века. В ней сочетались черты первого и второго дзанни: простодушие и придурковатость, присущие деревенскому обжоре и увальню, а также ловкость и сметливость горожанина-простолюдина. Однако, если Бригелла всегда был холостяком, а у Арлекино жена появляется лишь в поздних сценариях, то Пульчинелла почти всегда женат и обманут женой, что придаёт также ему черты отсутствующих в южном квартете масок стариков Панталоне и Доктора.
Наряду с Арлекино Пульчинелла является самой популярной из масок. Остряк и весельчак, он нередко бывает носителем сатирического начала в представлениях комедии дель арте.

## Сущность персонажа
- Происхождение: переехавший в город крестьянин из древней Ачерры неподалёку от Неаполя[3].
- Занятие: слуга, но может также выступать и как огородник, и как сторож. Может быть торговцем, художником, солдатом, контрабандистом, вором или бандитом[3].
- Костюм: одежда из грубой пеньковой ткани, с высокой остроконечной шляпой.[1]
- Маска: с большим «петушиным» либо с загнутым крючком носом (приапического типа).
- Поведение: горбун, разговаривающий высоким пронзительным голосом. Основной чертой его характера является глупость, но не всегда: он может быть умным и ловким, как Бригелла. Однако важно, чтобы созданный на сцене образ был единообразен и выявлял что-то одно — хитрость или глупость Пульчинеллы. Отрицательные его качества — лень, обжорство и преступные наклонности. Он рассыпает остроты, часто весьма непристойные.

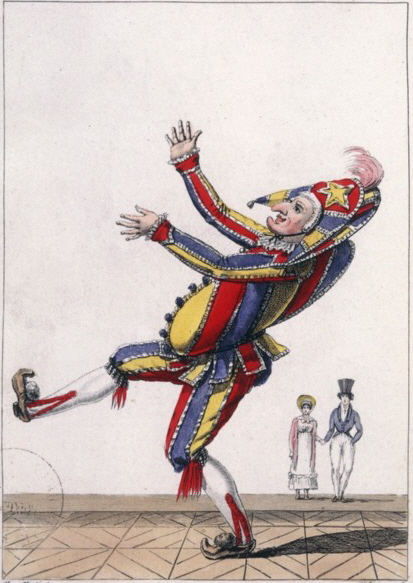
Полишинель, гравюра мастерской Малёвра, 1826 (?)

Характер Пульчинеллы окончательно сложился в XVII веке, лучшие актёры того времени, Сильвио Фиорилло и Андреа Кальчезе, исполнявшие роль Пульчинеллы, немало способствовали этому.

## Рецепция
Популярность маски вышла далеко за пределы не только Неаполя, но и Италии, породив массу национальных героев. Так, итальянскому Пульчинелле родственны по характеру французский Полишинель (который, например, появляется в одной из интермедий последней комедии Мольера «Мнимый больной»), английский Панч, немецкий Гансвурст, голландский Ян Клаасен, датский господин Йоккель, испанский Дон Кристобаль. В XX веке эту роль исполняли итальянские актёры Эдуардо де Филиппо и Массимо Троизи (также сыгравший роль Пульчинеллы в фильме режиссёра Этторе Скола «Путешествие капитана Фракасса», 1990 год).
Образ Пульчинеллы — центральный в одноимённом балете И. Ф. Стравинского.

## Примечания

Пульчинелла, по рисунку М.Санда (1860)
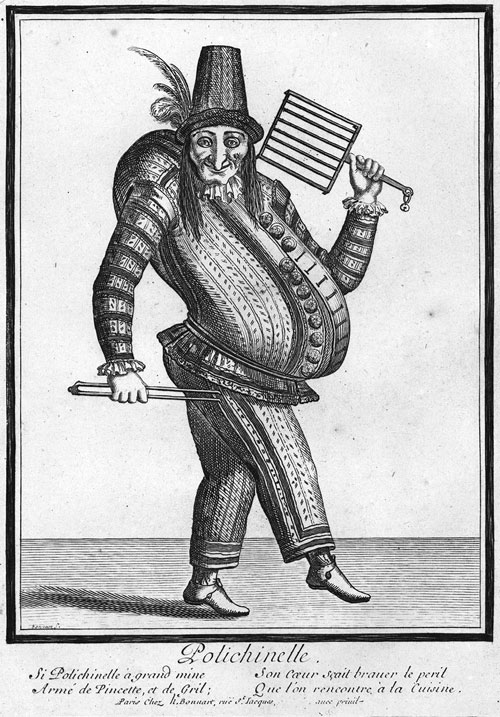
Полишинель, гравюра XVII в.
Пульчинеллы, офорт XVIII в.
Пульчинелла, французская гравюра XVII в.
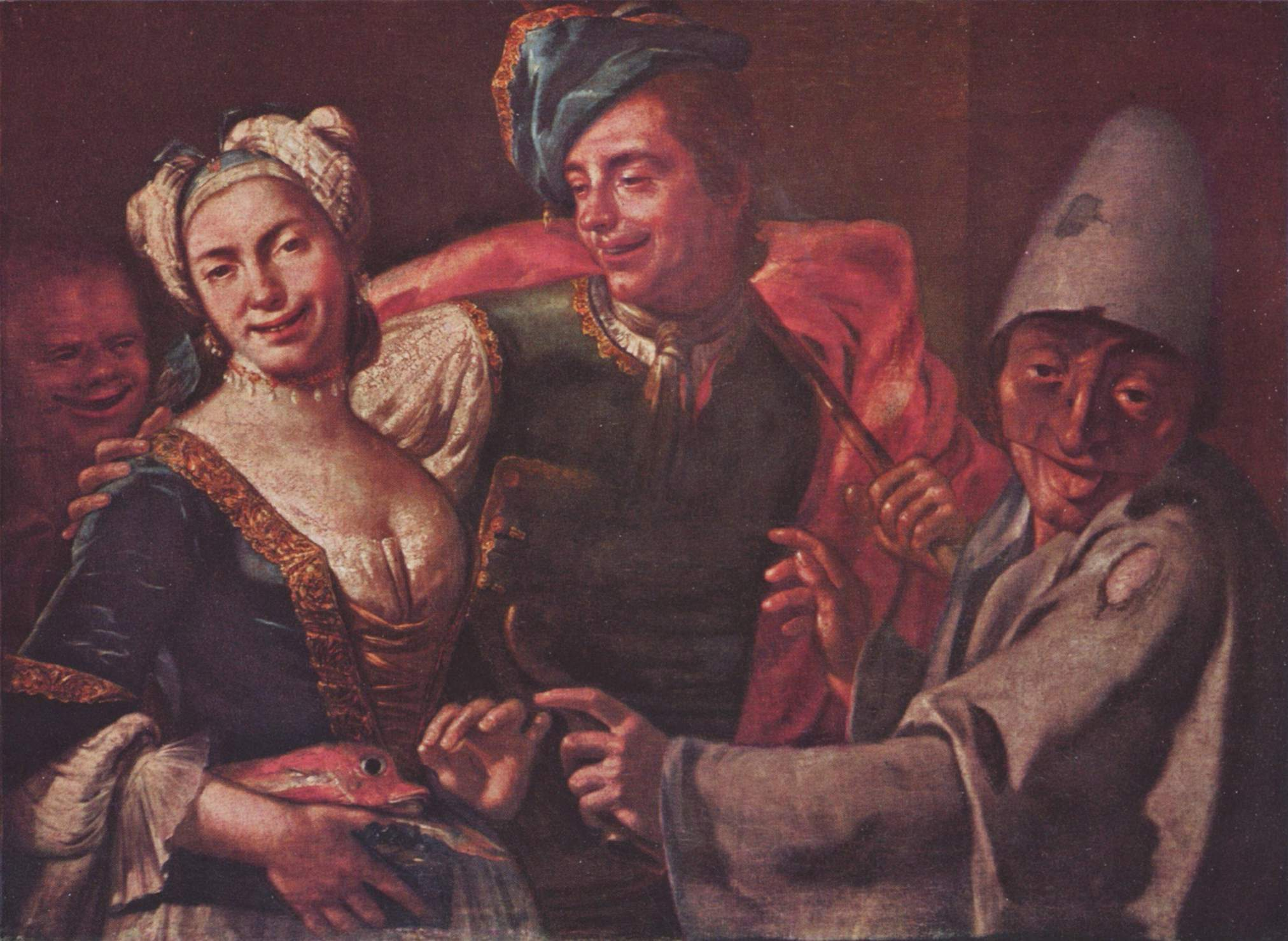
Маскарад с Пульчинеллой, Дж.Бонито (сер. XVIII в.)
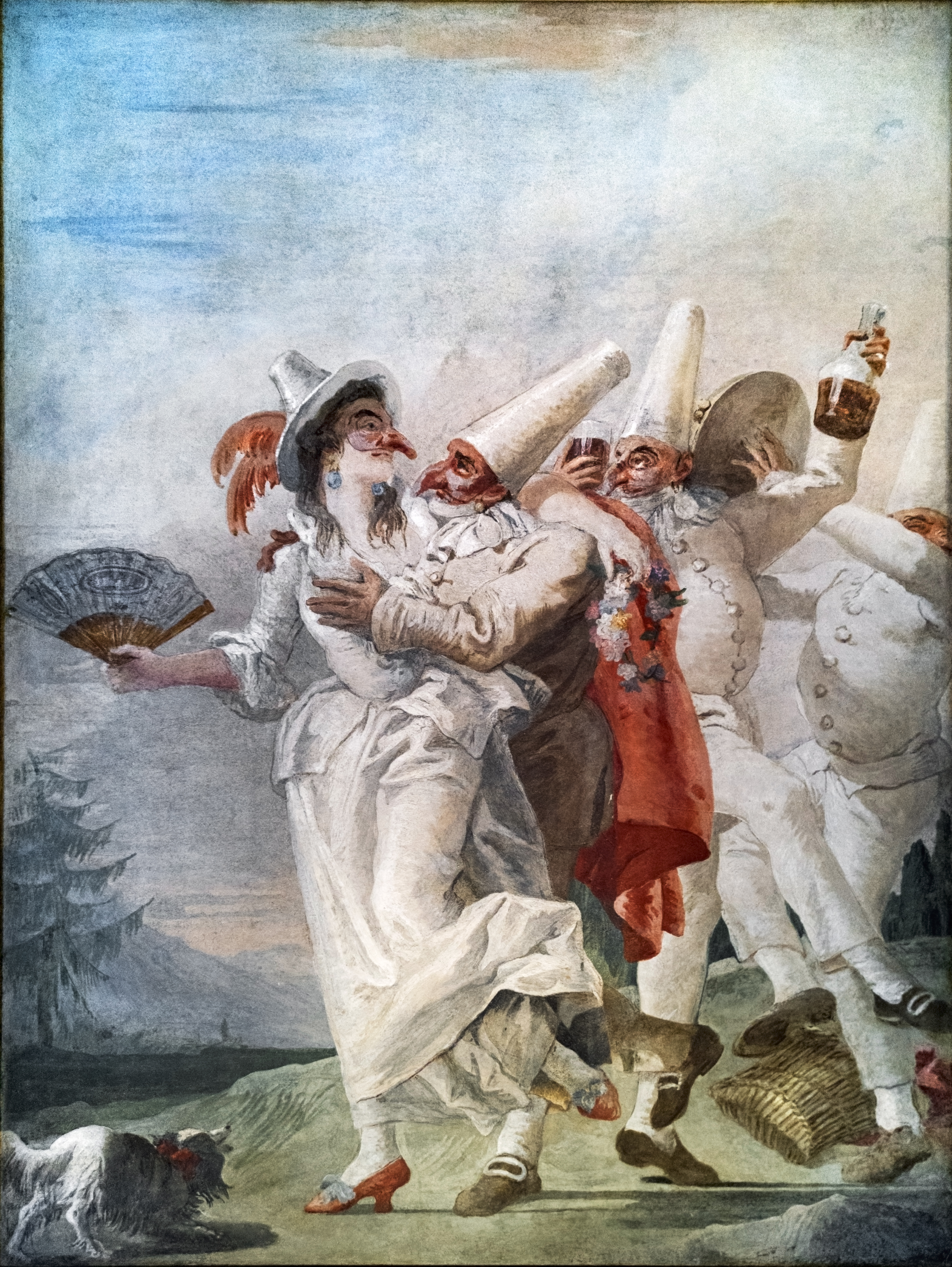
Влюблённый Пульчинелла, фреска Дж.Д.Тьеполо (1797)
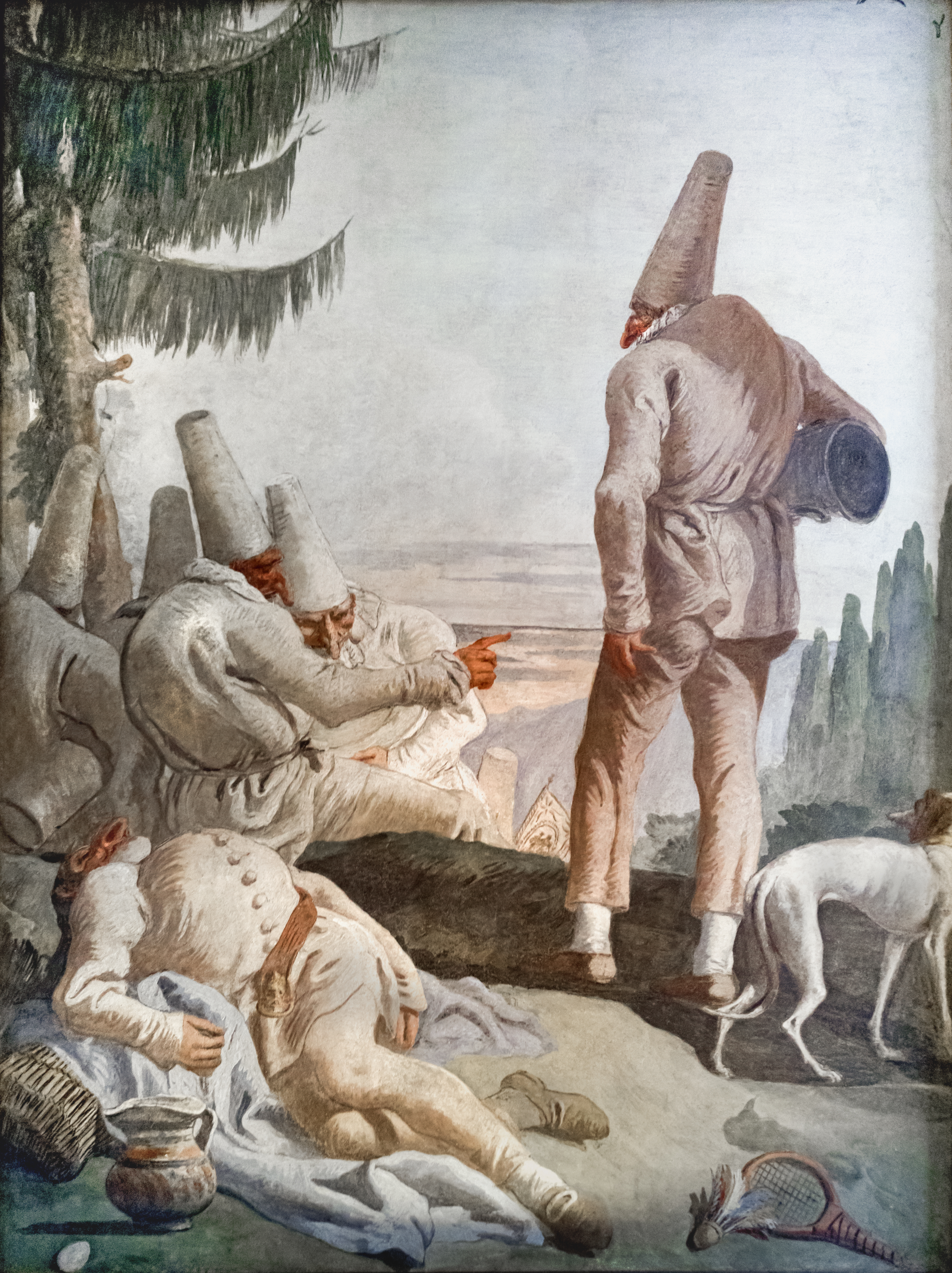
Уход Пульчинеллы, фреска Дж.Д.Тьеполо (1797)
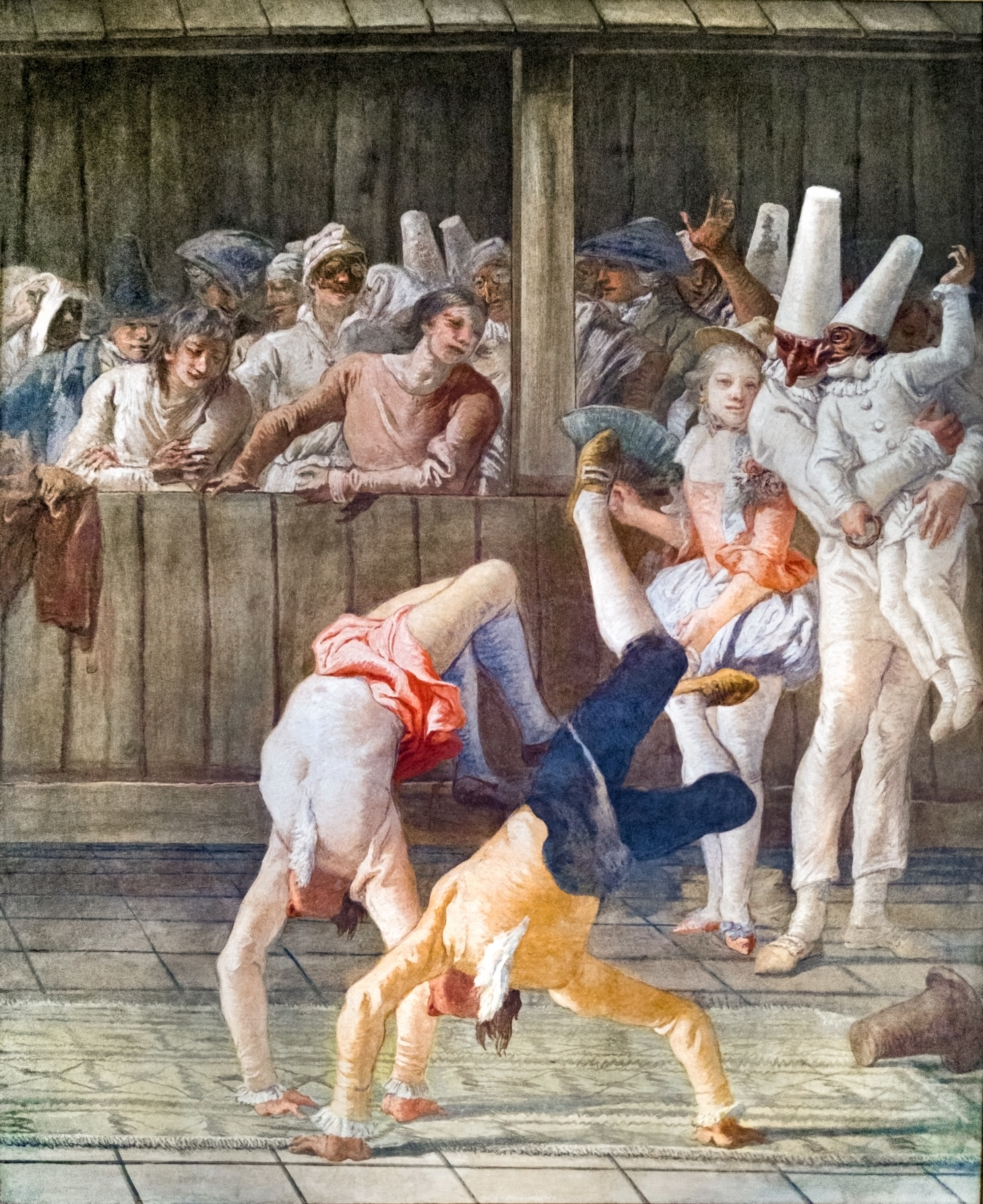
Пульчинелла и акробаты, фреска Дж.Д.Тьеполо (1797)